# Stadium Lille Métropole
El Estadio Lille-Metropole es un estadio multiusos que se encuentra en la ciudad de Villeneuve d'Ascq, en Francia. Fue utilizado para los partidos jugados en casa por el club Lille OSC durante la construcción del Stade Pierre-Mauroy. Tiene una capacidad de 18.185 espectadores y fue construido en 1976 por el arquitecto Roger Taillibert. Anteriormente el club jugaba sus partidos en el Estadio Grimonprez Jooris.

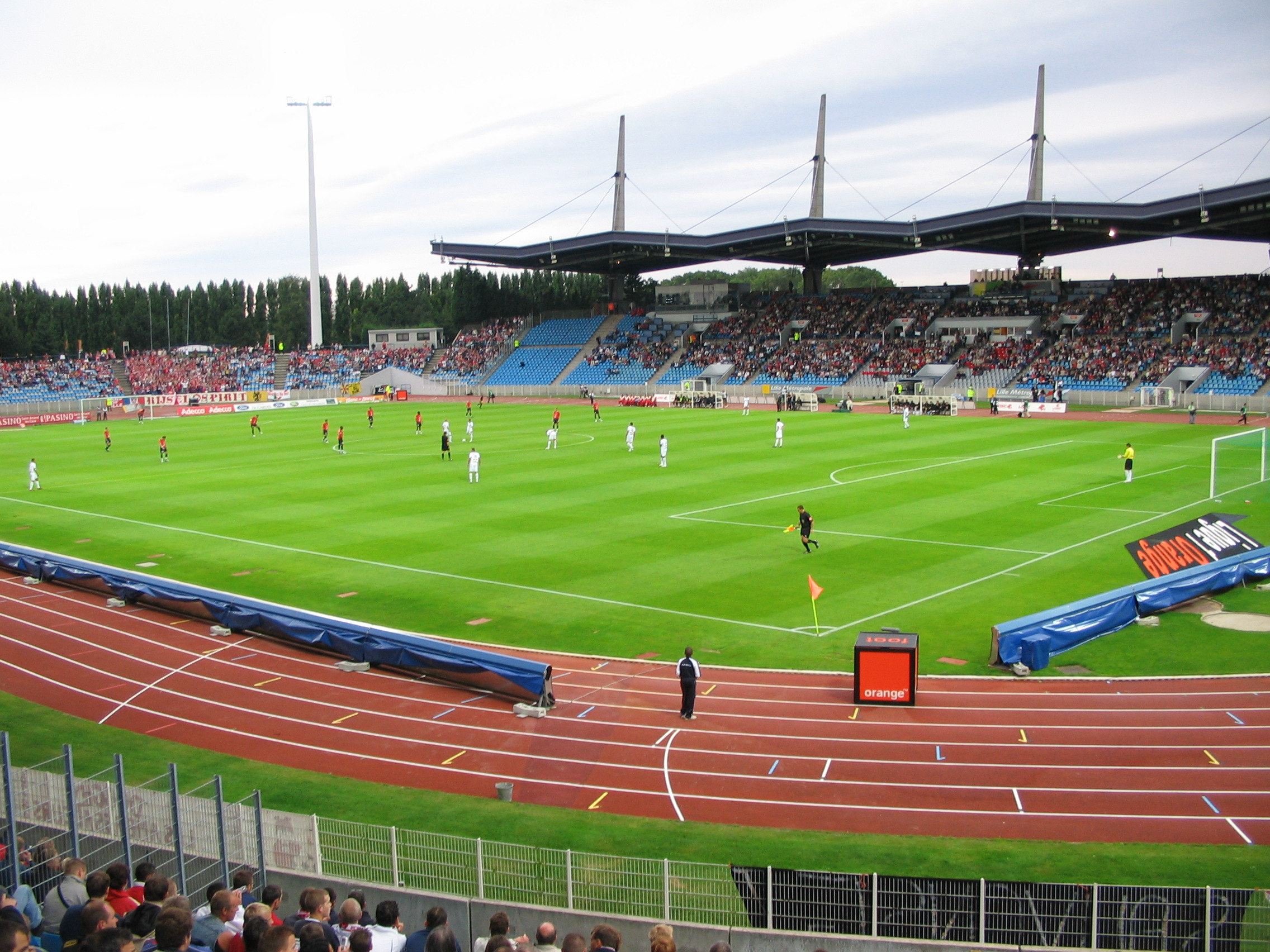
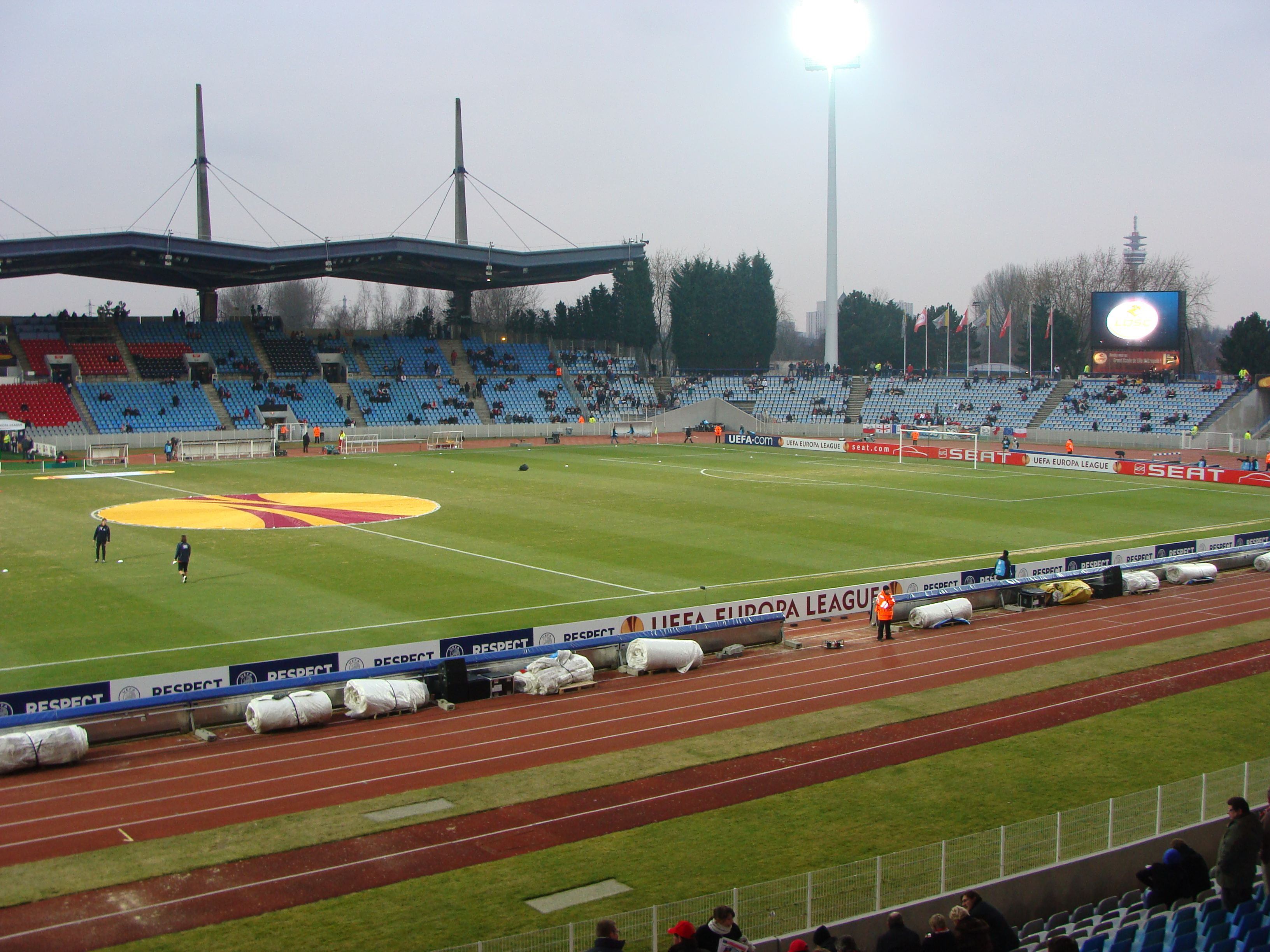

| Predecesor: Raiffeisen Arena di Bressanone Bresanona 2009 | Sede del Campeonato Mundial de Atletismo Sub-18 Lille 2011 | Sucesor: RSK Olympiyskiy Donetsk 2013 |